# Jan Dibbets
Jan Dibbets est un artiste néerlandais né le 9 mai 1941 à Weert. Il vit et travaille à Amsterdam. Il est connu pour ses photographies. On peut le rattacher au Land art, mais aussi à l'Art conceptuel. On lui doit les vitraux de la cathédrale de Blois.

## Biographie
Après des études artistiques, il est parti pour Londres et a commencé à faire des travaux conceptuels dans des parcs, des jardins et sur des plages. La reconnaissance internationale est venue avec ses perspectives corrigées en 1969. Il a fait, à l'aide de la photographie, des anamorphoses de formes simples qu'il avait dessinées sur des planchers, des murs ou tracées dans l'herbe ou dans le sable. Avec l'assemblage de plusieurs photos au sein d'un travail il fait des panoramas que lui-même range dans les lointaines vues adaptées (Dutch Horizons). L'espace et la perception jouent un rôle important dans son travail, tout comme le temps qui s'écoule. Sa réputation internationale l'a conduit à réaliser d'importantes commandes comme la création de 33 vitraux, réalisés par Jean Mauret, destinés à la cathédrale Saint-Louis de Blois. Il a  réalisé, au titre de la commande publique et à la demande de la Délégation aux arts plastiques et de la Ville de Paris, L'hommage à Arago, une série 135 médaillons de bronze placés sur le tracé du méridien de Paris. Les œuvres de Dibbets utilisent souvent la photographie.
Ses œuvres sont exposées tant dans son pays d'origine, au DePont Museum à Tilbourg et au Van Abbe Museum qu'ailleurs en Europe, par exemple au Musée d'Art contemporain de Turin ou au Tate Modern à Londres ainsi qu'aux États-Unis, par exemple dans la collection permanente du Walker Art Center de Minneapolis.

## Expositions personnelles
- 2011, Horizons, Kunstammlungen[7], Chemnitz, Allemagne
- 2010, Horizons, musée municipal de La Haye[8], La Haye, Pays-Bas
- 2010, Horizons, Musée d'Art Moderne de la Ville de Paris[9], France
- 2007, Perspective Collection, Pérez Art Museum[10], Miami, USA
- 2005, Saenredam-Zadkine, musée Zadkine[11], Paris, France
- 2000, Quelques fenêtres, Galerie Lelong, Paris, France
- 2000, Arbeiten 1969 bis 1999, Bawag Foundation[12], Vienne, Autriche
- 2000, Saenredam-Senanque, Galerie Saint-Séverin, Paris, France
- 1996, Galerie Lelong, Paris, France
- 1989, Galerie Lelong, Paris, France

## Expositions collectives
- 1996, Still / A Novel, Witte de With[13], Rotterdam, Pays-Bas

## Curation
- 2016, La Boîte de Pandore, Musée d'Art Moderne de la Ville de Paris[14], France

## Livre
- Domaine d'un rouge-gorge / Sculpture 1969 (Roodborst territorium / Sculptuur 1969), Ed. Zédélé, collection Reprint, 2014 [1970],  (ISBN 978-2-915859-45-4)[15],[16]

## Œuvres
- Perspective Correction Rectangle with 1 Diagonal, 1967
- 12 Hours Tide Object with Correction of Perspective, 1969
- Panorama Dutch Mountain 12 x 15° Sea II A, 1971
- To the People of Poland, 1980
- 6 Hours Tide Object with Correction of Perspective, 2009